# De cendre et d'os
De cendre et d’os (titre original : Ash and Bone) est un roman de John Harvey publié en 2005 en Angleterre et en 2006 en France dans la collection Rivages/Thriller puis Rivages/Noir en 2008 avec le numéro 689. 
Après De chair et de sang, c’est le deuxième roman de la série consacrée à Frank Elder, inspecteur principal démissionnaire qui a exercé ses fonctions pendant trente ans au commissariat de Nottingham.

## Résumé
La fille de Frank Helder, Katherine, subit les séquelles de l’affaire racontée dans De chair et de sang. Son ex-femme l’appelle angoissée ce qui fait resurgir sa culpabilité.
À Londres, le cadavre de Maddy March, sergent de police, avec qui Frank Helder a vécu seize ans auparavant une liaison amoureuse passionnée, est retrouvé. Frank Helder, qui n’a pas surmonté les traumatismes de son passé, accepte de collaborer à l’enquête.

## Prix et récompenses
Ce roman a reçu en 2007 le prix du polar européen.

## Autour du livre
Le roman est précédé de deux citations extraites de la chanson Valentine’s Day is Over de Billy Bragg et du roman L’Ange de personne de Thomas McGuane.